# Rafael Quesada
Rafael Quesada (Miami, 16 de agosto de 1971) es un exfutbolista estadounidense de ascendencia peruana. Se desempeñaba en la posición de guardameta. 
Durante su tiempo de juego, Pañalón recibió más goles que partidos jugados.

## Trayectoria
Rafael Quesada nació en Miami, el 16 de agosto de 1971. Comenzó su carrera como futbolista en 1989 en el Deportivo San Agustín de San Isidro donde jugó al lado de Jaime Drago, Cedric Vásquez, Roberto Mosquera y Juan Carlos Jaime. Ese año tuvo que definir la permanencia en primera división primero con Deportivo Municipal y finalmente ante Juventud La Palma de Huacho donde se llegó a jugar el tercer partido definitorio en cancha neutral (Estadio de Cañete), ganando San Agustín por penales.
En mayo de 1992 llega al Sporting Cristal donde quedó subcampeón siendo titular gran parte del torneo, en 1993 obtiene el tercer lugar como segundo arquero detrás de Miguel Miranda, y obtiene el Campeonato 1994 como segundo arquero detrás de Julio Cesar Balerio.
A fines de los 90, conjuntamente con un primo forma la compañía Soccer World que se encarga de importar artículos deportivos. Al dejar el fútbol profesional, trabajó como preparador de arqueros en Alianza Lima y en Cienciano del Cuzco. En el año 2007 integró el equipo peruano de showbol, junto a José Luis Carranza, Roberto Martínez, Alfonso Yáñez, Juan Carlos Cabanillas, entre otros.

## Selección nacional
Fue internacional con la selección de fútbol del Perú en 3 ocasiones.

### Participaciones en Copa América
| Copa              | Sede    | Resultado    |
| ----------------- | ------- | ------------ |
| Copa América 1995 | Uruguay | Primera fase |

## Clubes
| Club                      | País | Año       |
| ------------------------- | ---- | --------- |
| Deportivo San Agustín     | Perú | 1989-1991 |
| Sporting Cristal          | Perú | 1992-1994 |
| Ciclista Lima             | Perú | 1995      |
| Alianza Lima              | Perú | 1996      |
| Alianza Atlético          | Perú | 1997      |
| Universitario de Deportes | Perú | 1998-1999 |
| Deportivo Wanka           | Perú | 2000      |
| Sport Boys                | Perú | 2001      |
| Coronel Bolognesi         | Perú | 2002      |

## Palmarés

### Campeonatos nacionales
| Título                    | Club                      | País | Año  |
| ------------------------- | ------------------------- | ---- | ---- |
| Primera División del Perú | Sporting Cristal          | Perú | 1994 |
| Primera División del Perú | Universitario de Deportes | Perú | 1998 |
| Primera División del Perú | Universitario de Deportes | Perú | 1999 |